# مینوما-کو، سایتاما
مینوما-کو (به لاتین: Minuma-ku) یک منطقهٔ مسکونی در ژاپن است که در سایتاما واقع شده‌است. مینوما-کو ۳۰٫۶۹ کیلومتر مربع مساحت و ۱۶۲٬۰۵۲ نفر جمعیت دارد.